# Dassault Étendard II
Dassault Étendard II byl francouzský prototyp stíhacího letounu vyvíjený jako následovník rodiny Dassault Mystère. Byl nabídnut k vyzkoušení Francouzskému letectvu, které ale dalo přednost typu Dassault Mirage III.
Letoun, původně označený Mystère XXII, byl vyvíjen v odpověď na požadavek Francouzského letectva na lehký proudový stíhací bombardér. Přibližně ve stejné době NATO vypsalo soutěž NBMR-1, také požadující lehký úderný stíhač, a společnost Dassault pro ni paralelně vyvíjela velmi podobný stroj, Étendard VI.
Jediný prototyp Étendardu II, kombinující trup Mirage I, šípová křídla Dassault Super Mystère a poháněný dvěma proudovými motory Turbomeca Gabizo, poprvé vzlétl 23. července 1956, ale ukázal se poněkud podmotorovaným, a neukázal takový příslib jako připravovaná rodina strojů Mirage, a projekt byl brzy opuštěn. Druhý prototyp byl zrušen před prvním vzletem, a ke stavbě třetího, plánovaného pro Francouzské námořnictvo, vůbec nedošlo.
Dalším vývojem koncepce Étendardu vznikl Étendard IVM pro Aéronavale.

## Specifikace

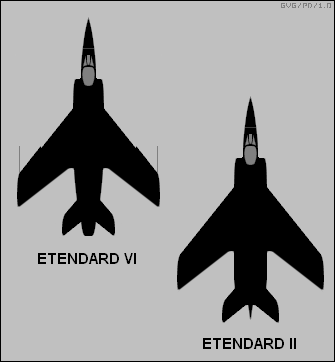
Porovnání půdorysů Étendardu VI (vlevo) a Étendardu II (vpravo).

Údaje platí pro první prototyp určený pro Armée de l'Air

### Technické údaje
- Osádka: 1
- Rozpětí křídel: 8,74 m
- Délka: 12,89 m
- Výška: 3,80 m
- Plocha křídel: 24,2 m²
- Hmotnost prázdného stroje: 4 210 kg
- Vzletová hmotnost: 5 650 kg
- Zatížení křídel: 233 kg/m²
- Poměr výkon/hmotnost: 0,33
- Pohonná jednotka: 2 × proudový motor Turbomeca Gabizo
- Výkon pohonné jednotky: 18,4 kN

### Výkony
- Maximální rychlost: 1 054 km/h
- Dolet: 1 100 km
- Praktický dostup: 15 000 m
- Výstup do výše 9 144 m: 11 minut 24 sekund

### Výzbroj
- 2 × automatický kanón DEFA ráže 30 mm
- 1 500 kg pum na vnějších závěsnících